# Can Ribes (Sant Esteve de Palautordera)
Can Ribes és una masia agrícola amb annexos per al bestiar al municipi de Sant Esteve de Palautordera a la comarca del Vallès Oriental inclosa en l'Inventari del Patrimoni Arquitectònic de Catalunya.
Edifici de planta rectangular i coberta composta, una plana i l'altra inclinada. Té planta baixa i dos pisos. Façana simètrica, el segon pis amb balcons, el primer amb finestres, emmarcades amb pedres i a la planta baixa dues portes, una amb forma d'arc de mig punt de maó i l'altra amb llinda. Hi ha un rellotge de sol a l'últim pis, però està quasi del tot fet malbé.
La pedra que fa de llinda de la finestra de sobre l'entrada té una inscripció que diu: JO SEVILA i la data de 1873, any de la transformació. No se sap la data de la construcció, però sí que se sap que en un principi era una masia amb planta baixa i un sol pis. El 1873 es feu un segon pis, i es va canviar la coberta que era a dos vessants per una de composta. Aquesta reforma encara es pot apreciar a la façana, ja que, encara que fou arrebossada, s'hi distingeix la diferència amb l'estructura anterior.